# Cántica
Con el término cántica (del latín canticum), los romanos designaban las partes líricas de la tragedia, recitadas o cantadas por un solo actor, y no por el coro. Con frecuencia se acompañaban con instrumentos musicales, sobre todo la flauta, y las partes cantadas estaban caracterizadas por versos largos, como pueden ser el septenario trocaico o yámbico, el octeto yámbico y los septetos u octetos anapésticos.

## Mutatis modis cantica
Los mutatis modis cantica («cantos con ritmos distintos») eran cánticas polimétricas que eran ejecutadas, probablemente, no por actores. Sin embargo, eran todavía cantadas y acompañadas por la flauta. Presentaban tanto versos largos como los septetos u octetos yámbicos o trocaicos, como versos breves, como yambos, troqueos, creticos, baqueos, o anapestos.
Los mutatis modis cantica fueron una de las composiciones de Plauto, que las incluyó en sus comedias palliatas.

## Edad Media
En la Edad Media designaba un tipo de composiciones poéticas, generalmente en varias partes, de carácter narrativo o religioso y de gran tamaño. Un ejemplo puede ser el de la Divina Comedia de Dante Alighieri, justamente dividida en tres cánticas: Infierno, Purgatorio, Paraíso.
- Datos: Q2936611